# Kadriorg Slot
Kadriorg Slot (estisk: Kadrioru loss; tysk: Schloss Katharinental; russisk: дворец Екатериненталь) er et slot i bydelen Kadriorg i Estlands hovedstad Tallinn. Slottet blev opført af Peter den Store af Rusland til sin hustru Katarina efter afslutningen af Store Nordiske Krig. Det blev opført i barok stil af arkitekterne Gaetano Chiaveri og Mikhail Zemtsov efter et projekt af Nicola Michetti.
I det 20. århundrede har den estiske udgave af det oprindelige navn, Kadriorg, fået validitet og anvendes også om det omkringliggende distrikt. I parken bag slottet blev der i 1938 opført en bygning til brug for Estlands præsident af arkitekten Alar Kotli.
Kadriorg Slot huser i dag et kunstgalleri. Kunstmuseet KUMU er beliggende i parken bag slottet.